# Veenhuizen (Finsterwolde)
Veenhuizen, eerder Oost-Finsterwolde genoemd, is een verdwenen buurtschap in de gemeente Oldambt, die was gelegen ten zuidoosten van het dorp Finsterwolde, ten noorden van Beerta, in de Nederlandse provincie Groningen.

## Inleiding
Veenhuizen was tot in de twintigste eeuw een buurtschap die bestond uit enkele boerderijen. Het was gelegen ten noorden van de Tjamme, tussen het Beertsterdiep en het Bellingwolderdiep, in het meest zuidelijke deel van de polder de Vledder. Ten oosten van de C.G. Wiegersweg in Finsterwolde liep vroeger de Veenhuizerweg, die via de Veenhoesder tille over het Beertsterdiep naar het gelijknamige gehucht liep. Tegenwoordig is de plaats nog slechts bereikbaar vanaf de Eggelaan in Beersterhoogen. Bij de eerste kadastermeting (1811-1832) stonden er drie kleine boerderijen. Een ervan werd kort daarna afgebroken, de tweede is halverwege de twintigste eeuw verdwenen en het laatste huis is in de jaren zestig afgebroken. Behalve wat puinsporen is er niets dat nog herinnert aan de voormalige buurtschap.

## Geschiedenis
Veenhuisen of Veenhuißen was het meest zuidelijke overblijfsel van het voormaligeveenontginningsdorp Oost-Finsterwolde, dat ten gevolge van de inbraak van de Dollard moest worden verplaatst. Net wordt voor het eerst genoemd in mei 1435, toen de plaats een verdrag sloot met de stad Groningen; in een eerdere versie van dit verdrag uit maart 1435 wordt het dorp nog Oestfinzerwold genoemd.  De laatste bewoners verhuisden in de loop van de 15e eeuw naar een veiliger plek op het hoogveen langs de oevers van de Tjamme. In een landregister uit Termunten wordt omstreeks 1520 iemand uit Veenhussen genoemd. In het gebied werd sinds de 16e eeuw ook turf gegraven. In de 19e eeuw was het veen inmiddels verteerd, afgegraven en verdwenen, wardoor het gebied erg laag was komen te liggen.  
Mogelijk had Veenhuizen een tijdlang een eigen kerk. In 1825 werden op het erf van de meest westelijke boerderij ('Oude Werf') skeletresten gevonden. De betreffende boerderij lag in het ontginningsblok van het voormalige kerspel West-Finsterwolde, aan het einde van een taps toelopende landpunt die de scheiding met Oost-Finsterwolde vormde. De boerderij werd in 1838 verplaatst naar Ganzedijk.
De gemeentelijke archeologienota vermoedt hier de kerk van Oost-Finsterwolde. Een ouder kerkgebouw ligt zo'n 1000 meter verder naar het noordoosten onder een laag klei. Volgens Acker Stratingh en Venema waren daar nog in de 19e eeuw resten van huizen te zien. Een tweede rij huizen bevond zich verder zuidelijk bij Veenhuizen. Kennelijk liep hier een dijk, die bij Veenhuizen naar het zuiden afboog. In de 19e eeuw was hier nog een voetpad te vinden dat naar deze buurtschap leidde.
Het zou bij de skeletvondsten echter ook om iets anders kunnen gaan, bijvoorbeeld om het voorwerk van het verdronken klooster Palmar te Finsterwolde, dat na 1447 in bezit kwam van het klooster Bloemhof te Wittewierum. Daarover is verder niets bekend.

## Kapitein Hendrik Abbas
Aan Veenhuizen is de sage verbonden van kapitein Abbas, een wrede en gehate man. Toen hij stierf vond hij nog geen rust. Daarom hebben zijn knechten zijn lijk op een kar gehesen en naar het kerkhof gebracht. De paarden konden die kar bijna niet trekken, zo zwaar was hij, maar toen ze terugkeerden vlogen ze, doornat van het zweet, over het land. Terwijl zijn lijk werd weggebracht zou Abbas op zijn eigen woning hebben gezeten om de stoet na te staren. Een variant is dat Abbas naar de Dollard werd gebracht. De knecht die hem in het water had gegooid kon na terugkomst geen woord uitbrengen en ging binnen een paar dagen dood. En Abbas, kwam als geest terug. Elke nacht tussen twaalf en één kwam hij op een grauwe schimmel, gehuld in een zwarte ruige mantel vanaf de Dollard aangalopperen. De staldeuren vlogen open, de paarden gingen ervandoor en de koeien stonden te dansen. Het verhaal werd voor het eerst genoemd in het Schoolmeestersrapport van 1828:
Voor eenige jaren leefde te Veenhuizen een boer Abbas, en wel, omdat hy onder den militairen stand was geweest, kapitein Abbas genoemd. – Ofschoon boer zynde, hield hy zyne militaire kleederen aan, terwyl zyne bevelen op een militairen toon werden gegeven. Dit boezemde niet slechts ontzag, maar verwekte eene verkeerde vrees voor hem onder zyne medemenschen. Ieder wist van Abbas te spreken. Van daar dan, dat deze vrees zich vooral na zynen dood openbaarde, door vertellingen levendig bleef en dermate toenam, dat men naauwelyks des avonds zyn vorig verblyf voor by durfde. Ja, het liep zoo ver, dat sommige hen werkelyk gezien hadden, terwyl men dit dan staande hield en zoo de vrees al meer voortplantte. Onder de wonderlyke spreukjes van hem nog overig zal de volgende alleen genoeg zyn: dat Abbas, terwyl de naburen zyn lyk naar het kerkhof bragten om het te begraven, hy op zyne eigen woning had gezeten om hetzelve na te staren. Hoe gering is dus de oorzaak veeltyds van spookeryen, terwyl men hieruit tevens het schadelyke merkt om door vertelling het voorwerp levendig te houden.
Het verhaal heeft een historische oorsprong. Oud-kapitein Hindrik Abbas wordt genoemd in verschillende akten uit de 18e eeuw. Hij was de zoon van Mattheus Abbas (ov. 1694/95), sinds 1685 convooimeester van de vesting Nieuweschans en in 1693 kerkvoogd te Finsterwolde. Zijn grootvader en overgrootvader waren proviandmeester in Nieuweschans. De familie bezat bovendien landerijen in de nabijgelegen polder Alt-Bunderneuland bij Bunde, waar zijn vader dijkgraaf was.
De boerderij in Veenhuizen werd tot 1726 bewoond door zijn broer Fokko, sinds 1728 vermoedelijk door de kapitein zelf. In 1731 verkocht hij de boerderij met 109 deimt land dat zich uitstrekte van de Tjamme tot in de Dollard. Zijn zus bezat eveneens landerijen te Finsterwolderhamrik, het Torpsummer genoemd. In 1745 was hij nog eigenaar van landerijen bij Hardenberg. Hij moet omstreeks 1746 zijn overleden, in 1752 was er sprake van zijn erfgenamen.